# Mordechai Seter
Mordechai Seter egentlig Mordecai Starominsky (født 26. februar 1916 i Norovossiysk, Rusland - død 8. august 1994 i Tel Aviv, Israel) var en russisk/israelsk komponist, lærer og pianist.
Seter emigrerede i 1926 med sin familie til Palæstina. Han studerede fra han var syv år klaver i Rusland, og fortsatte i Tel Aviv.
Han tog i 1937 til Paris, hvor han studerede komposition på École Normale de Musique hos Paul Dukas og senere Nadia Boulanger. 
Seter tog efter endte studier tilbage til Israel, og begyndte at komponere og forme sin egen personlige stil. 
Han har skrevet 1 symfoni, orkesterværker,balletmusik,strygerkvartetter, kormusik og solo stykker for forskellige instrumenter etc. 
Han underviste på Rubin Academy of Tel Aviv University (1951-1985).

## Udvalgte værker
- Symfoni "Jerusalem" (1967 rev.1979) - for blandet kor, messingblæsere og strygere
- Fortællingen om Judith (1962) – ballet
- Sabbat kantater (1940) – for solist, kor og strygeorkester
- Ricercar (1953-1956) – for strygeorkester